# Olof Wibelius

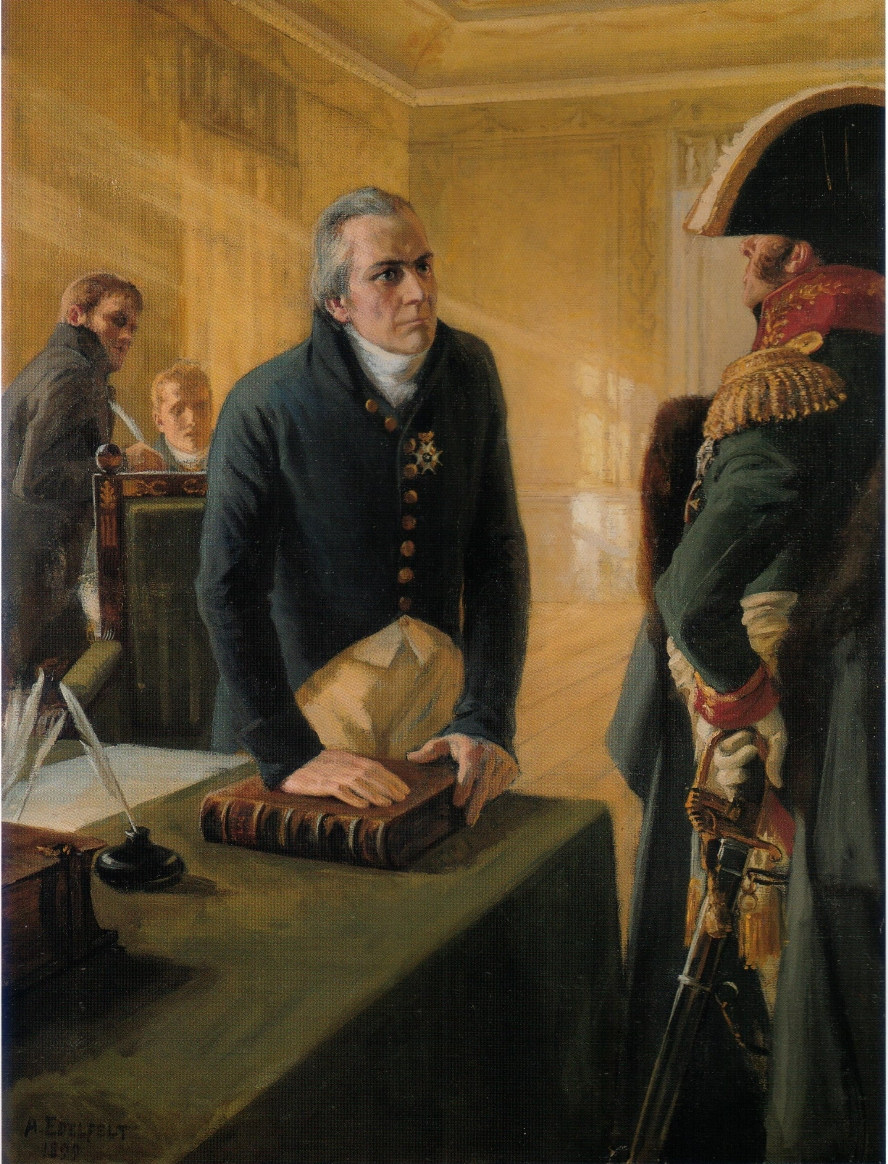
Wibelius, med handen på Sveriges lagbok, träffar den ryske överbefälhavaren, greve Fredrik Vilhelm von Buxhoevden som berättar att Sverige har förlorat kriget. Oljemålning av Albert Edelfelt, 1899.

Olof Wibelius, adlad af Wibeli 1808, född 10 februari 1752 i Södertälje, död 1 juli 1823 i Karlstad, var en svensk ämbetsman, jurist och landshövding, verksam i Finland under sista delen av den svenska tiden fram till 1808. Därefter var han verksam i Sverige.

## Biografi
Olof Wibelius var son till kyrkoherden Nils Wibelius och Ulrica Lindqvist. Efter studier vid Strängnäs gymnasium blev han student vid Uppsala universitet 1774, avlade juridisk examen 1776 och antogs samma år till auskultant vid Åbo hovrätt. Han blev landssekreterare i Åbo och Björneborgs län 1783 och 1794 lagman i den karelska lagsagan samt förestod därutöver 1795–1798 Nylands och Tavastehus lagsaga. År 1801 utsågs han till vice landshövding i Åbo och Björneborgs län. Perioden 1803–1808 var han landshövding i Savolax och Karelens län. Wibelius deltog i instiftandet av Finska hushållningssällskapet, vars förste sekreterare han var 1797–1800, och valdes därefter till dess ordförande. Inom sällskapet väckte han flera viktiga reformförslag; han ivrade för en friare näringslagstiftning och var motståndare till skråtvånget. År 1799 blev han ledamot av Finska strömrensningsdirektionen.
Olof Wibelius residens låg i Kuopio, varifrån han främjade länets ekonomiska utveckling och försvar och krävde modigt vid ryssarnas inmarsch av dem utlovad respekt för landets lag i ett brev till Vilhelm von Buxhoevden, vilket inspirerade Johan Ludvig Runeberg till dikten Landshövdingen i andra samlingen av nationaleposet Fänrik Ståls sägner från 1860, vilken hyllar Olof Wibelius.
Vid Sandels reträtt i juni 1808 lämnade han dock Kuopio och återvände till Sverige. År 1809–1813 var Wibelius landshövding i Värmlands län. Han adlades 1808 erhöll 1809 namnet af Wibeli.
Han invaldes som ledamot av Kungliga Vetenskapsakademien 1812 samt av Kungliga Lantbruksakademien 1812.

## Utmärkelser
- Riddare av Nordstjärneorden[3]

[Redigera Wikidata]